# Tom B. Hansen
Tom Birger Hansen (født 25. februar 1948 i Århus) er en dansk tidligere mellemdistanceløber, som primært løb for Skovbakken. Han var en af Danmarks bedste mellemdistanceløber fra slutningen af 1960'erne og op gennem 1970'erne.

## Atletikkarriere
Tom B. Hansen vandt sit første danske ungdomsmesterskab som 16-årig i 1964, hvor han sejrede i 1000 meterløb. Der følgende år blev det til flere ungdomsmesterskaber, inden han fra 1967 deltog i sit første DM for seniorer. Her blev han nummer to på 1500 m, mens han blev dansk mester året efter på distancen.
Han deltog i OL 1968 i Mexico City i 1500 meterløbet, hvor han blev nummer otte i sit indledende heat og ikke gik videre.
Han deltog i EM i atletik 1971, hvor han heller ikke kvalificerede sig videre fra indledende heat. Ved OL 1972 i München lykkedes det ham at nå finalen i 1500 m, men her blev han sidst blandt de ti løbere. Hans bedste internationale resultat kom ved EM 1974, hvor han vandt sølv i tiden 3.40,75 minutter på 1500 m efter Klaus-Peter Justus fra DDR, der var 20 hundrededele foran, mens vesttyske Thomas Wessinghage fik bronze.
Han skulle have deltaget i OL 1976 i Montreal, men var skadet og kom ikke med.
Fra 1977 repræsenterede Hansen henholdsvis IF Sparta, FIF Hillerød og AGF, inden han indstillede sin elitekarriere i 1979. Han vandt i alt 11 danske seniormesterskaber gennem sin karriere, mens han fem gange blev DM-toer.
Hansen benyttede sig ofte af en taktik, hvor han på næstsidste omgang accelererede, så han kom 10-15 m foran konkurrenterne, og hvis det lykkedes, vandt han på imponerende vis, men ellers tabte han spektakulært.

## Anden karriere
Tom B. Hansen arbejdede som beskæftigelseskonsulent i integrationsenheden i Hedensted Kommune.[kilde mangler]

## Personlige rekorder
- 400 meter: 48,1 (1975)
- 800 meter: 1.48,1 (1975)
- 1000 meter: 2.18,2 (1975)
- 1500 meter: 3.36,8 (1973)
- 1 mile: 3.54.8 (1975)
- 3000 meter: 7.57.6 (1973)
- 5000 meter: 13.48,2 (1974)